# Александр Алабарх
Алекса́ндр Алаба́рх (Алекса́ндр Лисима́х; Тибе́рий Ю́лий Алекса́ндр Ста́рший; около 10/15 г. до н. э. — 69 год) — глава евреев Египта (алабарх), брат философа Филона Александрийского и отец полководца Тиберия Юлия Александра

## Биография
Александр Лисимах был самым богатым евреем Александрии, занимал должность алабарха (вероятно, таможенного чиновника) при императорах Тиберии и Клавдии.
Александр Лисимах отказал в 35 году в кредите в 200 тысяч драхм Ироду-Агриппе I, который всегда нуждался в деньгах, но дал деньги жене Агриппы, Кипрос.
Между 37 и 41 годами Калигула в порыве гнева заключил Александра в тюрьму (что, возможно, связано с еврейским погромом в Александрии в 38 году), но Клавдий освободил его и возвратил к служебным обязанностям. У матери Клавдия, Антонии, он исполнял обязанности управляющего её обширными поместьями земли в Египте.
Двери Иерусалимского Храма были украшены Александром золотом и серебром.
Сведения о жизни Александра Лисимаха даёт Иосиф Флавий и Филон Александрийский.

## Семья
Александр принадлежал к еврейской египетской аристократии, к числу проримски настроенной части еврейской элиты.
Братями Александра Лисимаха были известный еврейский философ Филон Александрийский и Юлий Лисимах. Сыновьями были Марк Юлий Александр и Тиберий Юлий Александр.